# Syncope (médecine)
Pour les articles homonymes, voir Syncope.
En médecine, une syncope est un symptôme consistant en une perte de connaissance, le plus souvent brève, liée à une baisse transitoire de la perfusion cérébrale. Elle est habituellement brutale et par définition spontanément réversible, de durée courte. Bien que bénigne, la syncope hypoxique représente le principal danger de l'apnée sportive, la reprise de respiration d'une personne inconsciente sous l'eau pouvant conduire à une noyade. Elle peut ou non être précédée de prodromes (symptômes qui annoncent sa survenue). Les autres causes de syncopes sont cardiaques ou vasculaires.
On en rapproche la lipothymie qui équivaut à une syncope avec prodromes mais sans perte de connaissance, et à laquelle on attribue une signification équivalente mineure.

## Définition
La définition de la syncope comme une perte de conscience brève en rapport avec une baisse de perfusion cérébrale est attestée par plusieurs documents, dont les recommandations de la Société européenne de cardiologie et de la Haute Autorité de santé,,,. Cependant, dans d'autres publications, la définition de la syncope n'est pas mentionnée ou peut être différente, parfois englobant l'ensemble des pertes de connaissance brèves, incluant par exemple la crise d'épilepsie,.

## Épidémiologie
Il s'agit d'un symptôme très fréquent avec une incidence annuelle d'un peu plus de 6 pour 1 000, la cause la plus fréquente étant la syncope vagale et plus d'un tiers de ces pertes de connaissance n'ayant pas de cause retrouvée. Cette incidence croît très sensiblement avec l'âge mais avec un premier pic vers l'âge de 20 ans. La prévalence peut atteindre un tiers sur une vie.

## Causes
Parmi les pertes de connaissance brèves, 20 % sont d'origine vagale, 10 % sont d'origine cardiaque et 10 % sont secondaires à une hypotension orthostatique. Plus d'un tiers des pertes de connaissances brèves n'ont pas d'origine identifiée.

### Vasculaires
- Malaise vagal (ou syncope vagale) (dans ce cas, bénin, même si cela peut se répéter), pouvant être lié à la toux, la défécation ou à une émotion forte (vue du sang, etc.). Les syncopes vagales ne sont cependant pas uniquement le fruit de phénomènes vasculaires. Un ralentissement très important du rythme cardiaque est parfois impliqué, nécessitant dans certains cas l'implantation d'un pacemaker.
- Secondaires à une chute mécanique brutale de la tension artérielle et donc de la perfusion cérébrale (saignement, certaines maladies cardiaques, embolie pulmonaire, « voile noir » lors des grandes accélérations des pilotes de chasse...), hypotension orthostatique, syndrome du vol sous-clavier...

### Cardiaques
- Secondaire à un trouble du rythme provoquant une accélération importante de la fréquence cardiaque et faisant chuter paradoxalement le débit cardiaque par chute du remplissage cardiaque.
- Secondaire à un trouble conductif du cœur : bloc sino-atrial, atrio-ventriculaire, hypersensibilité sinocarotidienne... provoquant une baisse importante de la fréquence cardiaque.
- Survenant à l'effort : myxome (tumeur) de l'oreillette, rétrécissement aortique serré, cardiomyopathie obstructive, tétralogie de Fallot, hypertension artérielle pulmonaire, embolie pulmonaire…

#### Chez le sujet jeune
La cause vagale reste la plus fréquente.
La survenue d'une syncope chez un sujet jeune surtout au cours d'un effort doit faire penser aux maladies génétiques suivantes appartenant aux groupes des canalopathies :
- le syndrome du QT long ;
- le syndrome du QT court ;
- le syndrome de Brugada ;
- la dysplasie ventriculaire droite arythmogène ;
- la tachycardie ventriculaire polymorphe catécholergique.

Il faut également rechercher un syndrome de Wolff-Parkinson-White qui peut indirectement causer une syncope si la voie accessoire est très perméable (période réfractaire courte) en cas de passage en fibrillation auriculaire.
Il faudra aussi envisager la possibilité de la naissance anormale de la coronaire gauche au niveau du sinus coronaire droit. Cette distribution anormale oblige la coronaire de passer entre l'aorte et l'artère pulmonaire qui en se dilatant au cours des efforts peuvent comprimer le vaisseau coronarien.

## Diagnostic différentiel
Le diagnostic différentiel se pose avec les autres causes de perte de connaissance brève vraie ou supposée.

### Autres pertes de connaissances
Une crise d'épilepsie de type grand mal se traduit, outre les mouvements convulsifs, par une perte de connaissance. Plus rarement, un accident vasculaire cérébral transitoire peut se manifester par une perte de connaissance.
Un traumatisme crânien peut avoir pour conséquence une perte de connaissance transitoire mais il n'est pas toujours facile de savoir si la perte de connaissance est cause ou conséquence du choc.
L'hypoxie brutale (apnée mal maîtrisée) peut être cause de perte de connaissance.
Certains troubles métaboliques peuvent causer une perte de connaissance et il faut rechercher systématiquement une hypoglycémie.

### Situations analogues
La distinction entre une syncope et une simple chute, dite mécanique (ou par maladresse) est parfois délicate.
Il existe également des pseudo-syncopes hystériques.

## Pronostic
Le risque de récidive existe, avec un risque de chute et de traumatisme.
Les syncopes vagales ont un bon pronostic vital global. Les syncopes cardiaques augmentent le risque de mortalité.

## Prise en charge
La société européenne de cardiologie a publié des recommandations sur la prise en charge des syncopes, dont la dernière version date de 2018. L’American Heart Association a publié les siennes en 2006 actualisé en 2017. En France, la Haute Autorité de santé (HAS) en a publié en 2008 sur la base des recommandations européennes de 2004,.

### Interrogatoire
L'interrogatoire du patient ou de son entourage permet d'obtenir très souvent des éléments d'orientation : circonstance du malaise (pouvant faire évoquer une origine vagale), aspect brutal ou présence de signes avant-coureurs (prodromes), résolution rapide et complète ou non (« phase post-critique »), caractère isolé ou répétitif.
La présence d'antécédents familiaux (pouvant évoquer un trouble rythmique), la prise de médicaments ou de toxiques doivent être recherchés.

### Examen clinique
L'intérêt est évident s'il peut être fait au moment même de la syncope : ainsi une fréquence cardiaque et une pression artérielle normale permet de quasiment éliminer une origine cardiaque ou vasculaire.
Le plus souvent, l'examen est fait à distance de l'épisode et recherche une anomalie cardiaque (présence d'un souffle cardiaque pouvant orienter vers une maladie valvulaire en particulier), neurologique ou pulmonaire. La recherche d'une baisse de la pression artérielle en position debout peut orienter vers une hypotension orthostatique. Le massage de la région carotidienne, si elle provoque un ralentissement important de la fréquence cardiaque ou une pause, peut orienter vers une hypersensibilité sinocarotidienne.

### Examens complémentaires
L'électrocardiogramme reste l'élément de base, à faire de manière systématique, permettant de dépister un certain nombre d'anomalies cardiaques, même si le rendement diagnostic est faible.
Selon l'orientation donnée par l'interrogatoire et l'examen clinique, il peut être proposé des :
- examens à visée cardiovasculaire :
  - holter cardiaque permettant l'enregistrement de l'électrocardiogramme sur un ou plusieurs jours ;
  - échocardiographie pour dépister ou confirmer une anomalie cardiaque ;
  - test d'inclinaison ou tilt-test, positif en cas d'origine vagale ;
  - épreuve d'effort, en particulier si l'effort semble être le déclencheur de la syncope ;
  - échographie Doppler des vaisseaux du cou pour rechercher une atteinte vasculaire ;
  - exploration électrophysiologique permettant de mesurer les temps de conduction intra cardiaque et de provoquer des arythmies.
- examens à visée neurologique :
  - électroencéphalogramme ;
  - scanner ou IRM crânien.

En cas de normalité de tous ces examens et de syncopes répétées, on peut être amené à mettre en place un holter implantable, posé de manière chirurgicale sous la peau et permettant d'analyser l'électrocardiogramme du patient durant plusieurs années.